# Герберт Маллін
Герберт Вільям Маллін (англ. Herbert William Mullin; 18 квітня 1947, Салінас, Каліфорнія, США — 18 серпня 2022) — американський серійний вбивця, жертвами якого стали 13 людей у Каліфорнії на початку 1970-х років. Він зізнався у вбивствах, які, за його словами, запобігали землетрусам. У 1973 році суд визнав його винним у двох вбивствах першого ступеня та дев'яти вбивствах другого ступеня. Він отримав довічне ув'язнення. Станом на  2021, йому вісім разів відмовляли в умовно-достроковому звільненні..
За жахливого збігу обставин для жителів району Санта-Крус злочини Кемпера та Герберта Малліна припадають на один і той же період з 1972 до 1973 рік, додавши плутанини в розслідування. Їх заарештували одного за одним через кілька тижнів, їхня кількість жертв становила 21 особа.

## Раннє життя, освіта та проблеми психічного здоров'я
Герберт Вільям Маллін народився 18 квітня 1947 року в Салінасі, Каліфорнія. Як повідомляється, його батько був суворим, але не образливим. Незадовго до 5-річчя Малліна сім'я переїхала у Сан-Франциско.
Маллін мав багато друзів у школі, коли йому було 16 років, однокласники визнали його «Найімовірнішим кандидатом на успіх». У той час через параноїдальний шизофренічний розлад Маллін відчував труднощі в житті. У червні 1965 року, невдовзі після закінчення школи, один із друзів Малліна, Дін Річардсон, гине в автомобільній аварії. Маллін почував себе спустошеним. У своїй кімнаті він побудував святилище для свого друга та став одержимим реінкарнацією.
У 1969 році Маллін потрапив у Державну психіатричну лікарню Мендосіно. Протягом наступних кількох років він проходив лікування у різних психіатричних закладах, але був виписаний після приступів, оскільки не завдав шкоди ні собі, ні іншим Загалом Маллін був направлений до п'яти психлікарень. У той час, коли Малліну було за двадцять, у нього діагностували параноїдну шизофренію, яка погіршилась вживанням ЛСД і марихуани.

## Серія вбивств
До 1972 року Маллін, якому вже виповнилося 25, повернувся до своїх батьків у Фелтон, штат Каліфорнія, в горах Санта-Крус. Свій день народження Маллін вважав дуже значущим, оскільки пов'язував з датою землетрусу в Сан-Франциско 18 квітня 1906 року.
Маллін вважав, що війна у В'єтнамі спричинила достатньо смертей американців, як кривавої жертви природі для запобігання землетрусам, але війна закінчиться наприкінці 1972 року (з американської точки зору), йому потрібно буде почати вбивати людей, щоб мати достатньо смертей для уникнення катастрофічного землетрусу. Саме з цієї причини, як він сказав, його батько за допомогою телепатії наказав йому забрати кілька життів.
13 жовтня 1972 року Маллін прикинувся, що має проблеми з машиною і зупинився, відкривши капот. 55-річний бродяга Лоуренс «Вайті» Вайт запропонував допомогти полагодити автомобіль в обмін на поїздку. Вайт подивився на двигун універсала Chevy 58 року випуску і Маллін розбив йому голову бейсбольною битою. Маллін відтягнув тіло Вайта в ліс: труп знайшли наступного дня. Маллін пізніше стверджував, що його жертва була схожа на Йону з Біблії, і він надіслав телепатичні повідомлення: «Гей, чоловіче, підніми мене і викинь за борт. Убий мене, щоб інші врятувалися».
За наказом батька йому необхідна була ще смерть як жертвоприношення, а також для перевірки гіпотези про швидке забруднення навколишнього середовища та велику ймовірність землетрусу. Жертвою стала автостопниця Мері Маргарет Гілфойл (24 роки), яку він підібрав на шосе. Маллін вдарив її ножем у груди під час водіння. Він розрізав її живіт, щоб перевірити гіпотезу про забруднення, вийняв її органи, оглянув їх і повісив на сусідні гілки, щоб краще їх бачити. Її скелетоване тіло знайшли лише через кілька місяців.
2 листопада 1972 року Маллін засумнівався в доцільності вказівок свого батька та пішов у сповідальню католицької церкви Святої Марії в Лос-Гатос. Він розповів, що священник, отець Анрі Томей (який був учасником Французького руху опору під час Другої світової війни та музичним директором у Марсельській архідіоцезії) хотів добровільно стати його наступною жертвою. Він відкрив сповідальню та вдарив, штовхнув і наніс ножові поранення Томею. Священник лежав у сповідальні, спливаючи кров'ю, а парафіянин спостерігав, як Маллін втікає. Парафіянин побіг за допомогою, але опис свідків високого і худорлявого чоловіка не дуже допоміг слідству.
Приблизно в січні 1973 року, шукаючи спосіб виконати свою місію законно, Маллін намагався приєднатися до морської піхоти, але через відмову підписати копію своєї судимості, морська піхота відкликала свою пропозицію. До січня 1973 року Маллін припинив вживання наркотиків, звинувативши їх у своїх проблемах.
На початку січня 1973 року Маллін поїхав у віддалений район хиж, думаючи, що там живе колишній товариш по команді, який вперше дав йому покурити марихуану. Жінку, яка відчинила двері, звали Кеті Френсіс. Френсіс сказала, що чоловік, якого він хотів бачити, живе далі по дорозі. На згадку про Малліна вона також наполягала на тому, що вона та її діти (Девід, 9 років, і Деймон, 4 роки) хотіли б добровільно стати кривавими жертвами. Він убив їх усіх із пістолета. Потім Маллін постукав у двері товариша по команді. Той не зміг відповісти, чому він зруйнував життя Малліна першою порцією травички, тому був застрелений. Помираючи, чоловік поповз, намагаючись сказати своїй дружині замкнути двері ванної кімнати, але Маллін їх зламав і застрелив жінку. Поліція вважала, що смерті в обох будинках були пов'язані з наркотиками, тому не підозрювали про зв'язок зі смертю священника або попередніми вбивствами автостопниць.
Приблизно через місяць, 10 лютого 1973 року, на пішій прогулянці у державному парку у Санта-Крус Маллін зустрів чотирьох підлітків (18-річного Роберта Спектора, 19-річного Браяна Скотта Карда, 18-річного Девіда Олікера та Марка. Дрейбельбіса, 15), які нелегально відпочивали. Він підійшов до них, вступив у коротку розмову та заявив, що він — наглядач парку. Він сказав їм піти, тому що вони, за словами Малліна, «забруднювали» ліс, однак вони прогнали його та залишилися в наметі. Наступного дня Маллін повернувся та застрелив усіх чотирьох у голову з калібру .22. Після цього він забрав їхню гвинтівку .22 та 20 доларів.
Наступне вбивство сталося до того, як тіла попередніх жертв були знайдені пізніше того ж тижня. Маллін віз дрова у своєму універсалі. Він помітив свою жертву, 72-річного боксера на пенсії та торговця рибою, на ім'я Фред Еббі Перес, який працював у своєму саду в Санта-Крус. Маллін розвернувся, зупинився, поставив гвинтівку на капот свого автомобіля та вистрілив Пересу в серце. Вбивство було скоєно на очах сусіда вбитого, у якого був номерний знак Малліна. Через кілька хвилин після того, як опис було передано по поліцейському радіо, «слухняному» Малліну наказали зупинитися, і патрульний затримав його. У машині був пістолет калібру .22, з якого вбили людей у хижах. Злочинець не намагався використати гвинтівку, з якої він нещодавно стріляв, яка була поруч на сидінні.
Під час вбивств Малліна поліція страждала від «сліпоти зв'язків» через кілька факторів; по-перше, вбивства не були пов'язані схожою зброєю чи способом дії (modus operandi), по-друге, жертви відрізнялися одна від одної за віком, расою та статтю, і, нарешті, Едмунд Кемпер, який вб'є свою останню з 8 жертв за кілька тижнів діяв приблизно в тому самому районі та в той самий час.
Маллін вчиняв вбивства протягом чотирьох місяців.

## Суд і ув'язнення
Офіс окружного прокурора округу Санта-Крус звинуватив Малліна в десяти вбивствах. Суд над ним розпочався 30 липня 1973 року. Маллін зізнався у всіх злочинах, тому судовий процес зосереджувався на тому, чи був він осудним (що згідно із законодавством США, означає, що він розумів природу та особливості своїх дій та відрізняв правильне від неправильного). Прокурор Кріс Коттл підкреслив той факт, що підсудний замітав сліди та проявляв навмисність у деяких своїх злочинах, тоді як захист (державний захисник Джим Джексон) стверджував, що маячення Малліна спонукали його до вбивств. 19 серпня 1973 року, після чотирнадцяти годин обговорення, Малліна було визнано винним у вбивствах першого ступеня Джима Джанери та Кеті Френсіс, оскільки вони вважалися навмисними, і у восьми інших епізодах — другого ступеня, тому що журі вважало їх «імпульсними». 26-річний Маллін був визнаний винним у десяти вбивствах.
Прокуратура округу Санта-Клара висунула Малліну звинувачення у вбивстві Анрі Томея. 11 грудня 1973 року, у перший день судового процесу він визнав себе винним у вбивстві другого ступеня після того, як спочатку не визнав себе невинним через неосудність у вбивстві першого ступеня.
Він був засуджений до довічного ув'язнення в суді округу Санта-Крус, і йому було відмовлено в умовно-достроковому звільненні вісім разів з 1980 року. Зараз він перебуває у державній в'язниці Мул-Крік у місті Айон, Каліфорнія.
Під час ув'язнення Маллін заявив, що вчинив свої злочини лише з метою збереження навколишнього середовища. Доктор Девід Марлов з Університету Каліфорнії у Санта-Крусі діагностував йому шизофренію параноїдального типу.
Маллін спілкувався з Едмундом Кемпером, ще одним серійним вбивцею, який діяв у тому ж районі та в той самий час. В якийсь момент вони перебували у сусідніх камерах. Кемпер не любив Малліна, вважаючи, що він вбивав без вагомої причини. Кемпер згадував: «Ну, [Маллін] мав звичку співати та турбувати людей, коли хтось намагався дивитися телевізор. Тож я обливав його водою, щоб заткнути йому рота. Потім, коли він був хорошим хлопчиком, я давав йому трохи арахісу. Гербі любив арахіс. Це виявилося ефективним, бо незабаром він просив дозволу заспівати. Це називається процедура зміни поведінки». Кемпер описав Малліна як людину, яка мала «багато болю всередині, у нього було багато ненависті, і це було адресовано людям, яких він навіть не знав, тому що він не наважувався нічого зробити людям, яких він знав». У тому самому інтерв'ю Кемпер назвав Малліна «спорідненою душею» через їх схоже минуле перебування у психлікарні. За словами Кемпера, щоб поговорити з Малліном і проникнути в його голову, він би використав свій досвід убивці, наприклад, стріляючи по пляшках і банках, уявляючи, що то люди, і як тіла відповідних жертв реагували б в останні хвилини. Кемпер стверджував, що сказав Малліну: «Гербі, я знаю, що сталося. Не розказуй мені фігні про землетруси та не кажи мені цього лайна про те, що тобі говорив Бог. Я кажу, якби Бог розмовляв з тобою, ти навіть не міг би зараз зі мною говорити, через тиск, який я чиню на тебе зараз, через ці маленькі приголомшливі відкриття того, що ти зробив, Бог почав би розмовляти з тобою прямо зараз, якби ти був такий хворий. Тому що я виріс серед таких людей».

## Смерть
Герберт Маллін помер 18 серпня 2022 року у 75-річному віці від природних причин у Каліфорнійському медичному закладі.

## Жертви
| Номер | Ім'я                  | Стать | Вік | Дата вбивства         | Примітки                                                      |
| ----- | --------------------- | ----- | --- | --------------------- | ------------------------------------------------------------- |
| 1     | Лоуренс «Вайті» Вайт  | Ч     | 55  | 13 жовтня 1972 року   | Кілька ударів по голові бейсбольною битою                     |
| 2     | Мері Маргарет Гілфойл | Ж     | 24  | 24 жовтня 1972 року   | Ножові поранення та розчленування                             |
| 3     | Генрі Томей           | Ч     | 64  | 2 листопада 1972 року | Побиття та удар ножем у серце                                 |
| 4     | Джим Ральф Джанера    | Ч     | 25  | 25 січня 1973 року    | Три постріли, зокрема в спину, пробивши легені                |
| 5     | Джоан Джанера         | Ж     | 21  | 25 січня 1973 року    | Постріл у шию та голову над лівим оком, потім три удари ножем |
| 6     | Кеті Френсіс          | Ж     | 29  | 25 січня 1973 року    | Постріл у голову, ножові рани після смерті                    |
| 7     | Демон Френсіс         | Ч     | 4   | 25 січня 1973 року    | Постріл у голову, ножові рани після смерті                    |
| 8     | Девід Г'юз            | Ч     | 9   | 25 січня 1973 року    | Постріл у голову, ножові рани після смерті                    |
| 9     | Девід Олікер          | Ч     | 18  | 10 лютого 1973 року   | Постріл у голову                                              |
| 10    | Роберт Спектор        | Ч     | 18  | 10 лютого 1973 року   | Постріл у голову                                              |
| 11    | Браян Скотт Кард      | Ч     | 19  | 10 лютого 1973 року   | Постріл у голову                                              |
| 12    | Марк Дрейбельбіс      | Ч     | 15  | 10 лютого 1973 року   | Постріл у голову                                              |
| 13    | Фред Еббі Перес       | Ч     | 72  | 13 лютого 1973 року   | Постріл у голову                                              |

## У популярній культурі
- Енді Е. Горн зіграв Малліна (перейменованого на «Герберта МакКормака») у фільмі жахів 2008 року «Кемпер: Вбивця з Ко-Ед».
- Маллін був темою епізоду документального телевізійного серіалу «Народжений убивати?».
- Маллін був згаданий двічі (його зобразив не вказаний актор Марко Айелло у спогаді) у поліцейській кримінальній драмі «Криміналісти: мислити як злочинець».
- Про Малліна розповідали в подкасті «Останній подкаст ліворуч», починаючи з епізоду 416.
- Маллін згадувався в пісні «Megalomania» гурту «Church of Misery» з альбому «Master of Brutality».
- Про Малліна розповідали в 57-му епізоді подкасту «Моє улюблене вбивство».
- Про Малліна розповідали (разом з Едом Кемпером) у першому сезоні (2021) серіалу телеканалу Investigation Discovery «Розум монстра».